# Arce (Italië)
Arce is een gemeente in de Italiaanse provincie Frosinone (regio Latium) en telt 5976 inwoners (31-12-2004). De oppervlakte bedraagt 39,5 km², de bevolkingsdichtheid is 155 inwoners per km².

## Demografie
Arce telt ongeveer 2415 huishoudens. Het aantal inwoners daalde in de periode 1991-2001 met 2,3% volgens cijfers uit de tienjaarlijkse volkstellingen van ISTAT.
| Jaar | Inwoneraantal |
| ---- | ------------- |
| 1991 | 6174          |
| 2001 | 6029          |

## Geografie
De gemeente ligt op ongeveer 247 m boven zeeniveau.
Arce grenst aan de volgende gemeenten: Ceprano, Colfelice, Falvaterra, Fontana Liri, Monte San Giovanni Campano, Rocca d'Arce, San Giovanni Incarico, Strangolagalli.

## Impressie

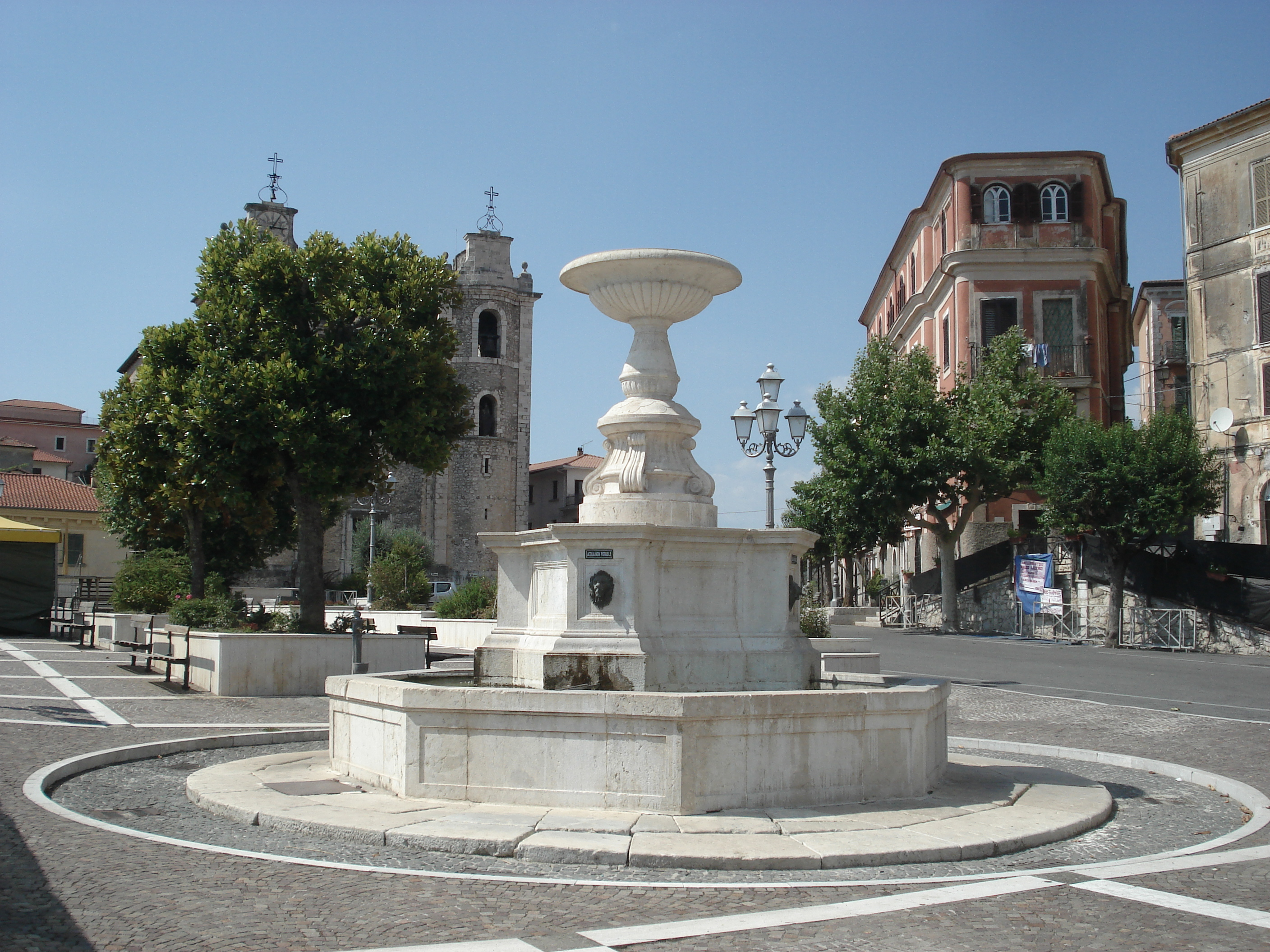
Fontein
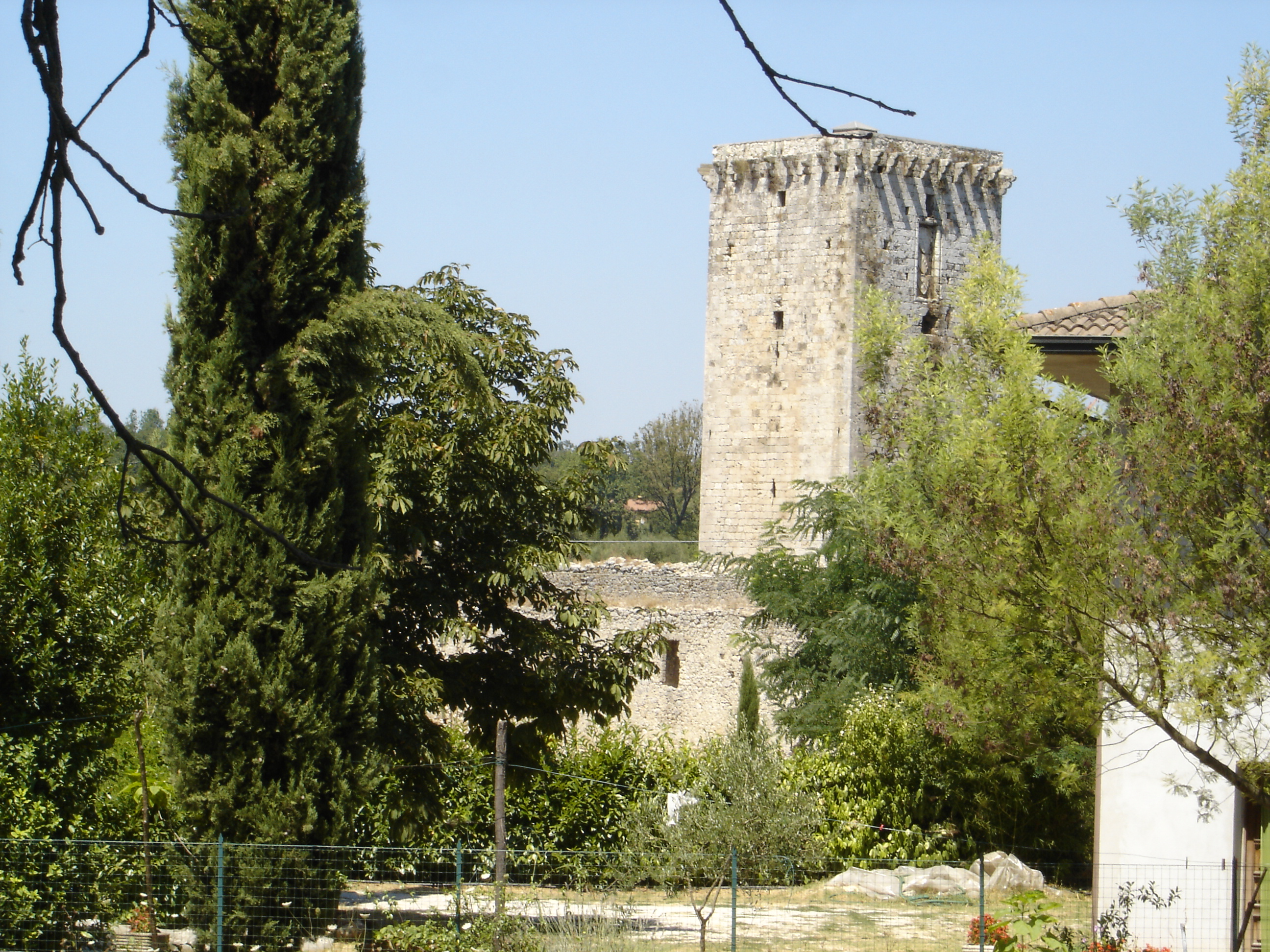
Toren van Campolato
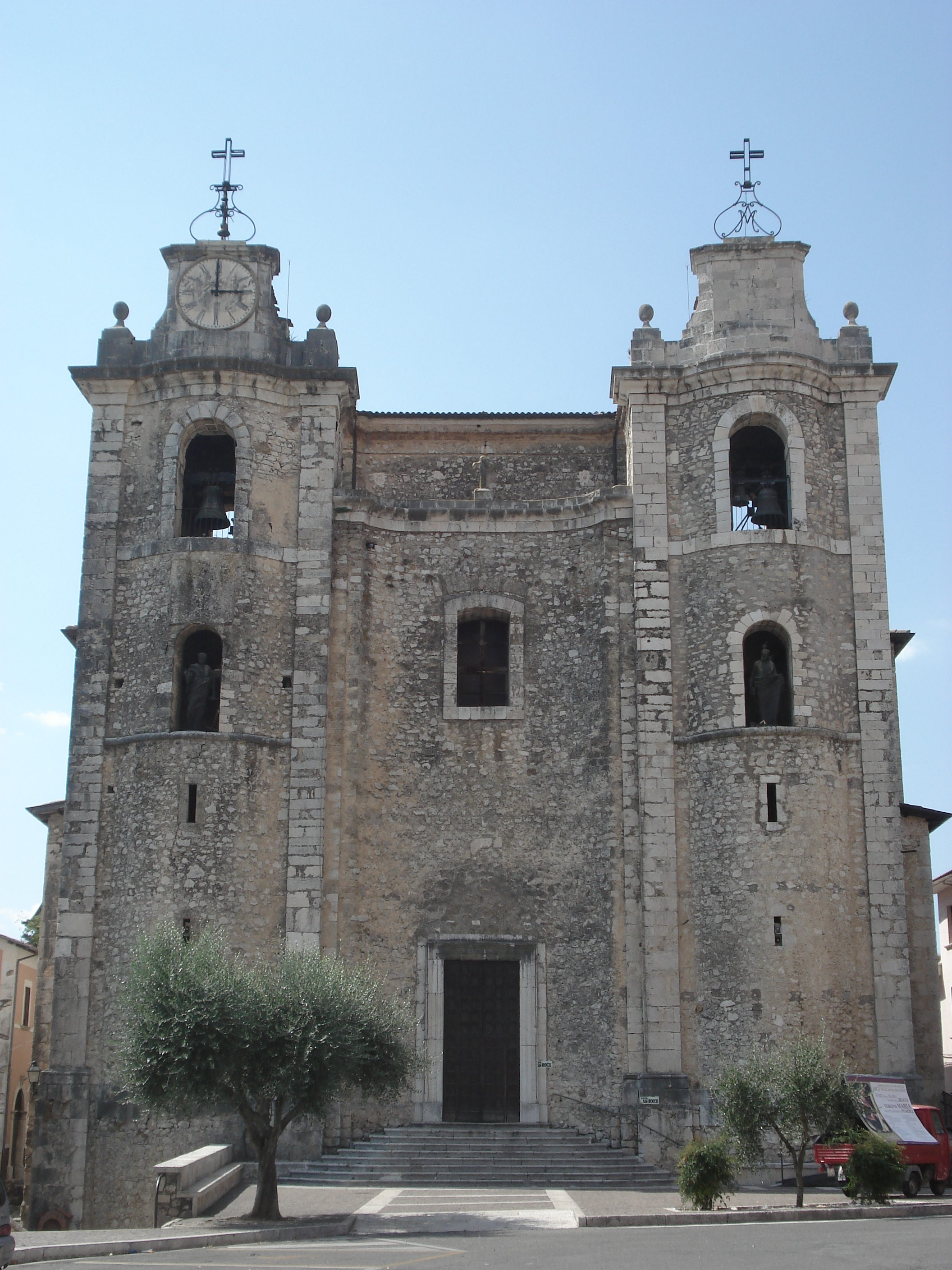
Kerk santi apostoli Pietro e Paolo
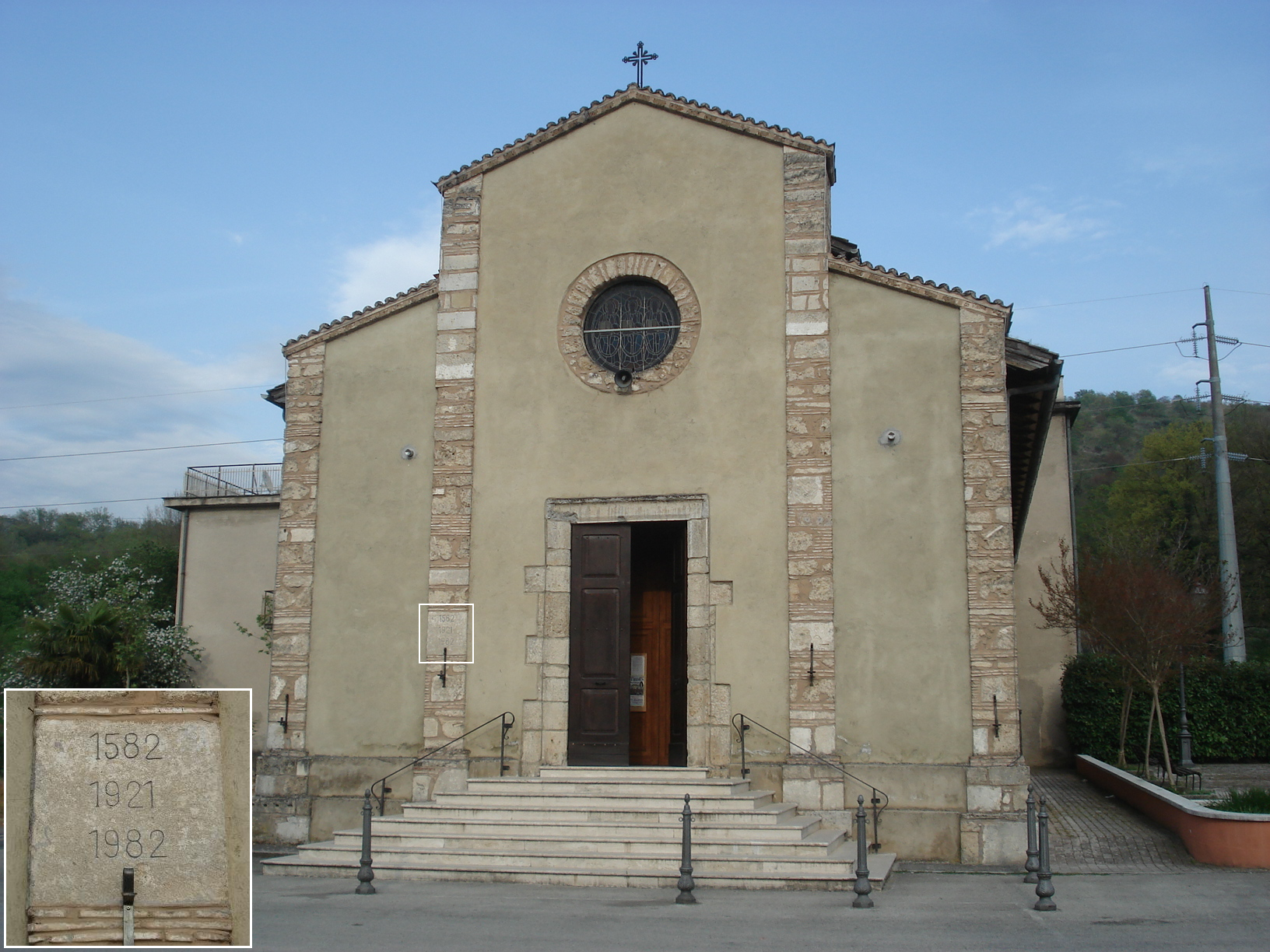
Kerk van St. Eluterio